# Удача (газета)
«Удача» — Кременчуцька обласна україномовна рекламно-інформаційна газета. Тижневик виходить щосуботи. Наклад: 75 000 примірників.

## Історія
Перший номер газети вийшов 2001 року.  З 2002 року газета виходить українською мовою. 
19 травня 2011 року вийшов останній випуск газети.

## Зміст
Виходить газета на 4 аркушах формату А3 один раз на тиждень. Основним наповненням газети є реклама. Окрім реклами у  виданні містяться останні новини у Полтавській області, програма телепередач, рубрики: АвтоФотоПродаж, Нерухомість Кременчука, Питання-відповідь, Корисна інформація, Афіша, Гороскоп, Кросворд, Фотоконкурс.

## Розповсюдження
Розповсюджується безкоштовно по поштових скриньках та приватному сектору м. Кременчука, а також доставляється на організацім і фірмам м. Кременчука, м. Комсомольска, м. Світловодська кур'єрами газети. 